# Alemany zuriquès

Sistema vocàlic del zuriquès, de Fleischer & Schmid (2006)

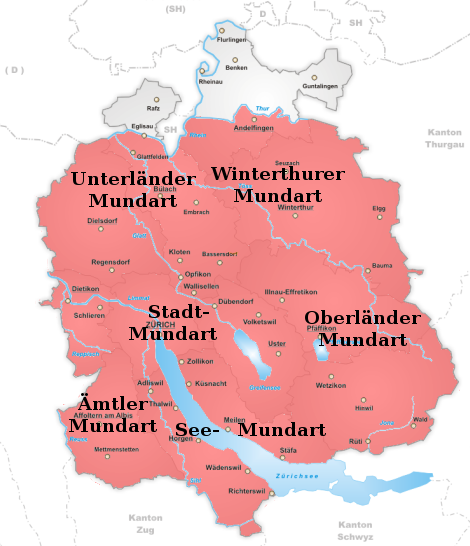

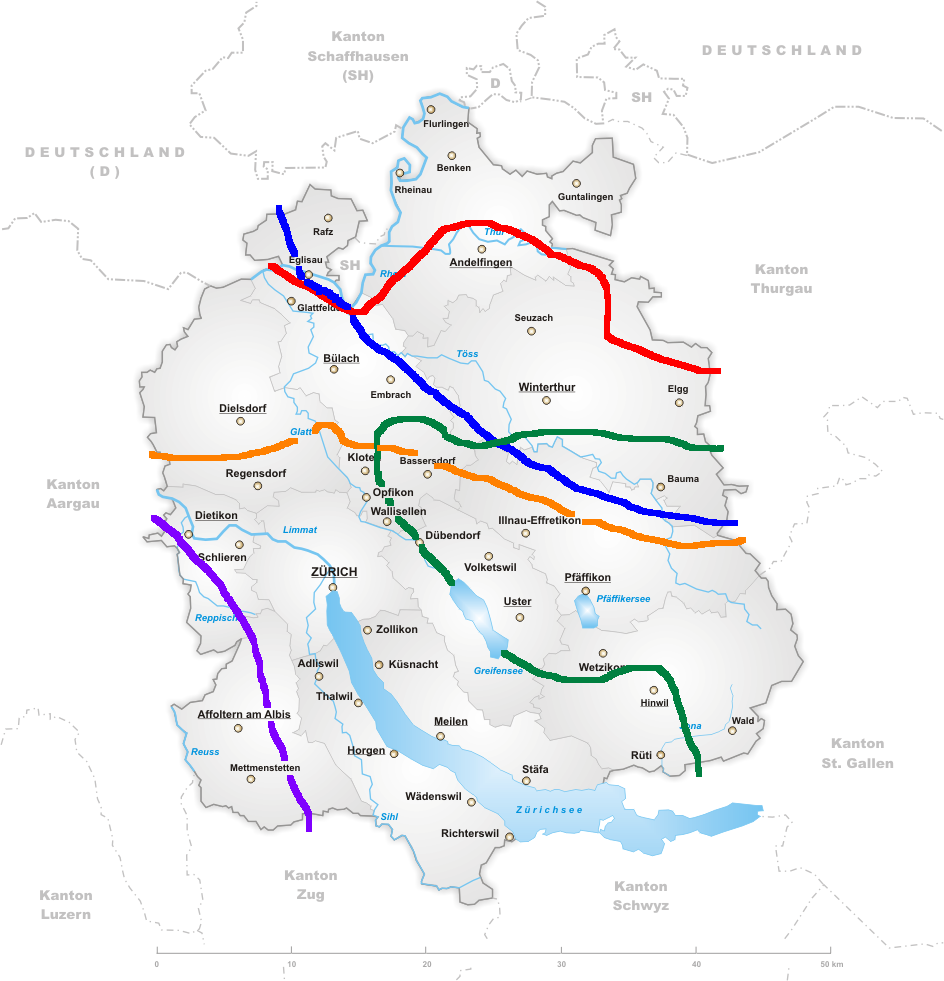
Isoglosses al cantó de Zúric. La línia vermella marca la transició de /äng/ «estret» vs. /eng/ en el dialecte de Turgòvia. La línia verda separa el /o:big/ «vespre» de l'Oberland del /a:big/ de qualsevol altre lloc.

El zuriquès (en alemany: Zürichdeutsch, en zuriquès: Züritüütsch [ˈtsyrityːtʃ]) és un dialecte de l'altgermànic superior, parlat al cantó de Zúric, a Suïssa. La seva àrea cobreix la majoria del cantó, a excepció de les parts septentrionals del riu Thur i el Rin, que pertanyen a la regió nord-est dels dialectes suïssos (Schaffhausen i Thurgau).
El zuriquès es divideix tradicionalment en sis subdialectes, que cada cop estan més homogeneitzats: el dialecte de la ciutat de Zúric (Stadt-Mundart); el dialecte parlat al voltant Llac de Zuric (See-Mundart); el dialecte del districte d'Affoltern, a l'oest de l'Albis (Ämtler Mundart); el dialecte de l'àrea de Winterthur; el dialecte del Zürcher Oberland al voltant llac Pfäffikon i la part superior de la vall de Tösstal i el dialecte del Zürcher Unterland al voltant de Bülach i Dielsdorf.
Com tots els dialectes de l'alemany suís, és essencialment una llengua parlada, ja que la llengua escrita és l'alemany estàndard suís. Tanmateix, no hi ha cap ortografia oficial del zuriquès. Quan s'escriu, rarament segueix les directrius publicades per Eugen Dieth al seu llibre Schwyzertütschi Dialäktschrift; de fet, només els experts en llengua coneixen aquestes directrius. A més, les normes ortogràfiques de Dieth utilitzen un munt de marques diacrítiques que no es troben en els teclats estàndards. Normalment, els joves utilitzen l'alemany suís per a missatges personals, com per exemple l'escriptura amb el mòbil. Com que no tenen una manera estandarditzada d'escriure, barregen l'ortografia estàndard de l'alemany amb frases del dialecte zuriquès.
El dialecte de Zuric, es percep generalment com un dialecte ràpid i menys melòdic que, per exemple, el dialecte de Berna. En les parts septentrionals del cantó, la /r/ es pronuncia com una vibrant uvular, mentre que a la ciutat i al voltant del llac, es pronuncia com una vibrant alveolar.
Una característica del dialecte de la ciutat és que adopta influències externes molt fàcilment; en particular, la segona generació d'italians (secondi) ha tingut una influència crucial, així com l'anglès parlat als mitjans de comunicació. La onada d'immigració turca i ex-Iugoslava de la dècada de 1990 està deixant la seva petjada al particular dialecte de la ciutat.

## Exemple
El text següent és un exemple de zuriquès extret d'una notícia d'un diari:
Wiä's Bieler Tagblatt uf sinerä Online-Plattform am Nammitag brichtet hät, sind d'Strassesperrigä z Biel wiedr ufghobe wördä. D'Strassä seget wiedr befahrbar und d'Polizeiaktion isch beendet wördä. D'Polizei hät am Mittwuch Morgä ufnerä Boustell äs vrdächtigs Paket gfundä ghaa und churz druf s'Gebiet um d'Bieler Spitalstrass abgsperrt. D'Öffentlichkeit sött i de nächschtä paar Stundä über d'gnoieri Umständ informiärt werdä.
Aquí està el mateix text traduït a l'alemany estàndard o Hochdeutsch:
Wie das Bieler Tagblatt auf seiner Online-Plattform am Nachmittag berichtet hat wurden die Strassensperren in Biel wieder aufgehoben. Die Strassen seien wieder befahrbar und die Polizeiaktion wurde beendet. Die Polizei hatte am Mittwochmorgen auf einer Baustelle ein verdächtiges Paket gefunden und kurz darauf das Gebiet um die Bieler Spitalstrasse abgesperrt. Die Öffentlichkeit soll in den nächsten Stunden über die genaueren Umstände informiert werden.
I finalment, el text traduït al català:
«Com el diari va declarar a la seva plataforma digital a la tarda, els talls de carretera a Biel s'han alleugerit. Declarava que els carrers tornaven a ser accessibles en cotxe i que l'operació policial s'havia acabat. Dimecres al matí, la policia va trobar un paquet sospitós en una obra i poc després, van tancar l'àrea al voltant de la «Bieler Spitalstrasse». El públic serà informat sobre la situació amb més detall en les properes hores.»